# L'Articulista
L'Articulista est un magazine web fondé à Barcelone, en Espagne, créé pour la diffusion de la littérature du monde hispanophone. Son objectif est la diffusion de chroniques sur l'actualité de la littérature et des arts humains. Plus d'un millier de collaborateurs, universitaires, journalistes, traducteurs et écrivains ont participé à des interviews et des reportages, dont Miguel Bonnefoy, Etgar Keret, Pablo Katchadjian, entre autres. 
Le journaliste et écrivain José del Prado en est le fondateur et rédacteur en chef.